# Bourguignon-lès-la-Charité
Bourguignon-lès-la-Charité település Franciaországban, Haute-Saône megyében. Lakosainak száma 104 fő (2022. január 1.). Bourguignon-lès-la-Charité Lieffrans, Fretigney-et-Velloreille, Grandvelle-et-le-Perrenot, Maizières és Neuvelle-lès-la-Charité községekkel határos.

## Népesség
A település népességének változása:
| Lakosok száma | 129  | 123  | 122  | 116  | 115  | 117  | 114  | 109  | 104  |
|               | 2013 | 2015 | 2016 | 2017 | 2018 | 2019 | 2020 | 2021 | 2022 |